# جاك باتلر (مؤلف)
جاك باتلر (بالإنجليزية: Jack Butler)‏ (1944)؛ روائي أمريكي.